# Colom bru beccurt
El colom bru beccurt (Phapitreron brevirostris) és una espècie d'ocell de la família dels colúmbids (Columbidae) considerat per diversos autors coespecífic de Phapitreron leucotis.

## Subespècies
S'han descrit dues subespècies:
- P. b. brevirostris (Tweeddale, 1877). Propi dels boscos de les Visayas orientals i Mindanao.
- P. b. occipitalis (Salvadori, 1893). De Basilan i l'arxipèlag de Sulu.